# آرژانتین در المپیک تابستانی ۱۹۳۶
آرژانتین در بازی‌های المپیک تابستانی ۱۹۳۶ که در شهر برلین برگزار شد، کاروان آرژانتین با ۵۱ ورزشکار در این رقابت‌ها شرکت کرد و موفق به کسب ۷ مدال (۲ طلا، ۲ نقره، ۳ برنز) شد. در جدول رتبه‌بندی توزیع مدال‌ها، آرژانتین در ردهٔ ۱۳ مسابقات قرار گرفت.